# 临洮路跨吴淞江大桥
临洮路跨吴淞江大桥是上海市一座跨吴淞江的公路桥，全长112米，为拱桥结构。该桥位置特殊，桥北为嘉定区临洮路，桥南为闵行区绥宁路，中间部分区段属长宁区。

## 建设
临洮路跨吴淞江大桥于2019年5月动工，当年12月开始架设引桥部分箱梁。2020年初工程受疫情影响被迫停工，工程进度延后一个多月，3月复工。至2020年10月，完成东、西两侧主拱吊装。2021年7月9日，建成通车。

## 马路菜场
2022年6月上海解封后，部分农贸市场和菜场仍被继续封闭，商贩只能在市场外的马路上摆摊销售。本桥附近的龙上农副产品批发市场（属闵行区）封闭期间，部分商贩在闵行新虹街道、长宁新泾镇凌空综合行政执法中队整治摆摊之后，选择在三区交界的临洮路桥上占道摆摊，在三个区之间“游击”。